# Harnstein

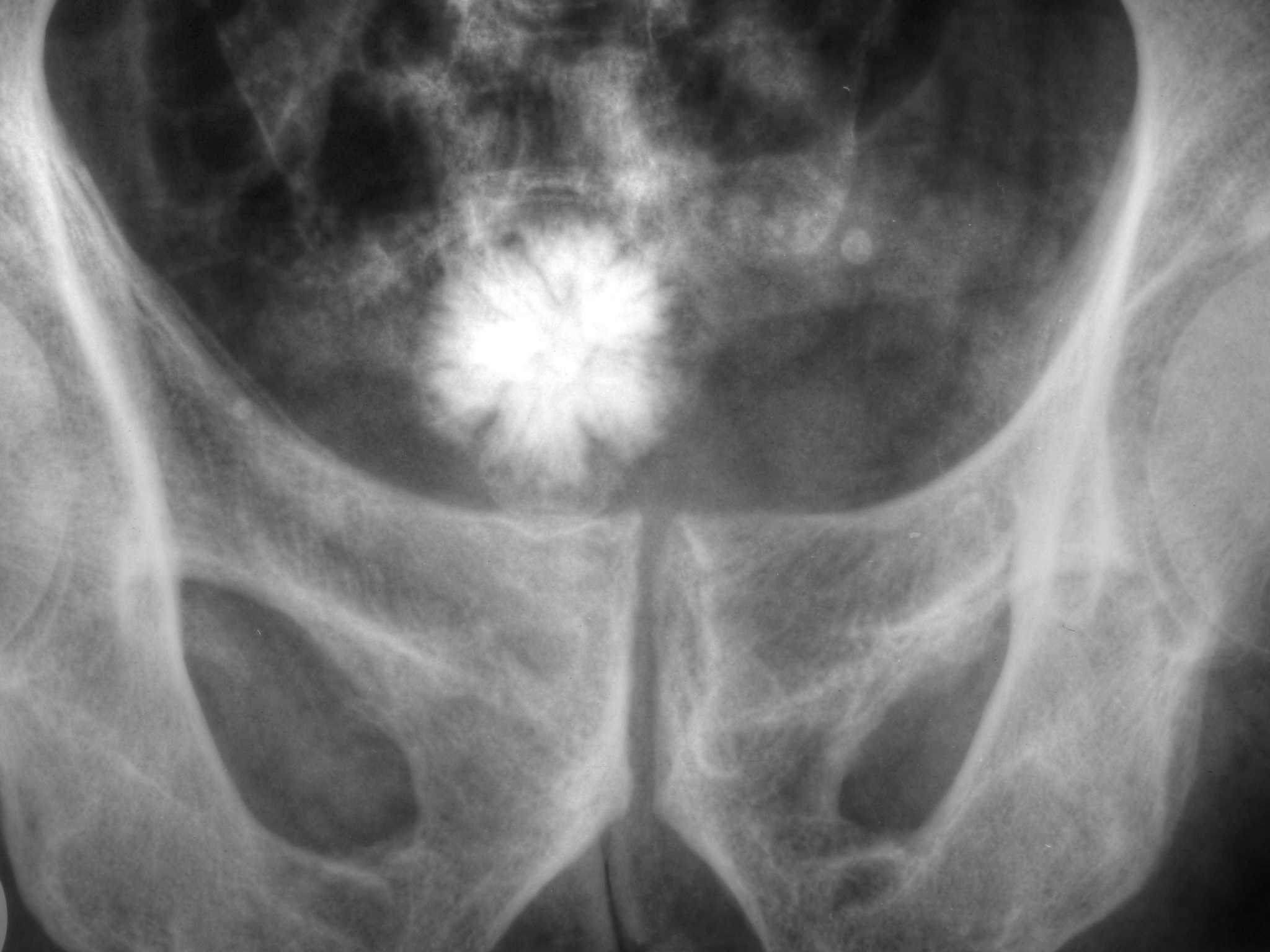
Röntgenbild eines Blasensteins

Harnsteine (lateinisch-griechisch Urolithe) sind kristalline Ablagerungen (Konkremente) der ableitenden Harnwege unterschiedlicher Zusammensetzung und Größe, die aus dem Urin gebildet werden. Abzugrenzen hiervon sind Verkalkungen des Nierenfunktionsgewebes z. B. bei Nephrokalzinose, die außerhalb des Hohlsystems liegen. Je nach Fundort unterscheidet man
- Nierensteine (Nephrolithe, Lage im Nierenbecken oder in den Nierenkelchen; Nephrolithiasis),
- Harnleitersteine (Ureterolithe, Lage im Harnleiter; Ureterolithiasis),
- Blasensteine (Zystolithe, Lage in der Harnblase; Zystolithiasis) oder
- Harnröhrensteine (Urethralithe, Lage in der Harnröhre; Urethralithiasis).[1]

Das Krankheitsbild wird als Steinleiden, Steinkrankheit und Urolithiasis bezeichnet. Harnsteine oder Harnkonkremente dürfen nicht mit Urinsteinen verwechselt werden.

## Entstehung
„Die äußere Form der Harnsteine ist durch den Ort der Bildung bedingt.“ Die Harnsteine werden benannt nach ihrem ersten Fundort, nicht nach dem Ort ihrer Entstehung. Beim natürlichen Steinabgang werden also viele Harnsteine letztlich zu Harnröhrensteinen. In der Fachliteratur werden dagegen als Harnröhrensteine in der Harnröhre steckengebliebene Konkremente aus höheren Harnwegsabschnitten bezeichnet. Eine primäre Harnröhrensteinbildung ist selten. Um den Entstehungsort zu kennzeichnen, sprach man gelegentlich vom Blasenharnröhrenstein oder vom Vorblasenstein.
Die Fachwörter Urethrolith beziehungsweise Urethrolithiasis fehlen in der deutschen Fachliteratur. International findet man das Wort uretholith nur sporadisch. Gerd Herold nennt das seltene Vorkommen in der Harnröhre lokalisierter Steine „Urethralithiasis“. Ein medizinisches Wörterbuch bezeichnet einen „in der Harnröhre befindlichen, meist steckengebliebenen Stein aus den oberen Harnwegen oder der Blase“ als Urethrastein; das Reallexikon der Medizin nennt nur Urethralstein und ebenfalls Urethrastein. „Verlegungen der Harnröhre durch Steine führen gelegentlich auch zu Harnstauungen.“
Früher war die Benennung doch von Ursprungsort abhängig. „Unter diesem Namen [Nierensteine] fasst man alle diejenigen Concremente zusammen, welche ausserhalb des eigentlichen Nierenparenchyms, aber noch nicht in der Blase sich befinden, also von den Papillen ab in den Nierenkelchen, dem Nierenbecken und Harnleiter. Da viele Nierensteine erst, nachdem sie in die Blase gelangt sind, krankhafte Erscheinungen veranlassen, ist ein strenger Unterschied zwischen Nieren- und Blasenstein nicht durchzuführen.“

### Ursachen
Harnsteine können aus unterschiedlichen Gründen entstehen, so zum Beispiel infolge einer Entzündung der Nieren oder der ableitenden Harnwege, aufgrund einer zu engen Harnröhre, als Folge von Gicht und Zuckerkrankheit oder durch Genuss von übermäßig viel Oxalsäure in bestimmten Lebensmitteln. Ferner können angeborene Stoffwechselstörungen wie eine Cystinurie oder ein Morbus Crohn zur Steinbildung führen. Eine länger bestehende Hyperphosphaturie kann gleichfalls zu Harnsteinen führen.

### Entwicklung
Harnsteine können entstehen, wenn Mineralsalze ausgefällt werden, die normalerweise im Urin gelöst sind, wie etwa Calciumcarbonat, Calciumphosphat und Calciumoxalat. Im Falle der Cystinurie ist u. a. die Rückresorption der Aminosäure Cystin gestört, sodass die Konzentration dieser schwer löslichen Cystein-Verbindung im Harn ansteigt und Cystinsteine entstehen können.
Bei einem hinreichend großen Säuregehalt des Urins bilden sich zunächst kleine Kristalle (Blasengrieß, Harngrieß, Harnsand, Harnkonkremente), die sich allmählich zu größeren Gebilden zusammenfügen. Im Extremfall kann das gesamte Nierenbecken durch diese harten Einlagerungen ausgefüllt werden (Ausgussstein).

### Chemische Zusammensetzung und Benennung
Da in der Vergangenheit zur Analyse von Harnsteinen häufig Mineralogen hinzugezogen wurden, hat sich bei vielen Steinarten bis heute die mineralogische gegenüber der chemischen Bezeichnung durchgesetzt.
Es werden folgende Harnsteine unterschieden:
| Harnsteinart            | Chemische Zusammensetzung                                   | Mineralname         | Relative Häufigkeit             |
| Calciumoxalat           | Calciumoxalat-Monohydrat Calciumoxalat‐Dihydrat             | Whewellit Weddellit | 60–70 % 10–15 %                 |
| Harnsäurehaltige Steine | Harnsäure Harnsäure‐Dihydrat Ammoniumurat                   | Uricit              | 10 % 2–5 % 0,5–1 %              |
| Calciumphosphat         | Carbonatapatit Calciumhydrogenphosphat-Dihydrat             | Dahllit Brushit     | 5 % 1 %                         |
| Infektstein             | Magnesiumammonium-phosphat-Hexahydrat                       | Struvit             | 5–10 %                          |
| Cystin                  | Cystin                                                      |                     | 0,5 %                           |
| Seltene                 | Xanthin 2,8-Dihydroxyadenin Medikamentensteine Matrixsteine |                     | < 0,5 % < 0,5 % < 0,5 % < 0,5 % |

## Epidemiologie
Weltweit ist die Harnsteinerkrankung eine der häufigsten Erkrankungen. Inzidenz und Prävalenz steigen kontinuierlich, was vermutlich mit sich ändernden Lebensumständen und Ernährungsgewohnheiten der Menschen zusammenhängt. Durch eine verbesserte medizinische Diagnostik werden aber auch mehr Fälle nachgewiesen. In Deutschland sind etwa fünf Prozent der Bevölkerung von einem Harnsteinleiden betroffen.

## Anzahl, Größe und Masse
Als Extreme hinsichtlich Anzahl und Größe von Nierensteinen finden sich in der alten Fachliteratur Angaben von bis zu 1000 Konkrementen im rechten Nierenbecken und vom Gewicht eines einzelnen Nierensteins von 1088 Gramm (36¼ Unzen). Immanuel Munk beschrieb 1885 Harnkonkremente von Erbsengröße bis Apfelgröße.
Sandkorngroße Harnsteine heißen Harngrieß. Früher galt: „Kleinere, durch die Harnröhre abgehende Concremente bezeichnet man als Harngries (arena urinaria; [wörtlich: Urinsand]).“ Analog war früher die urina arenosa der Griesharn oder Sandharn. Später bezeichnete man als Harngrieß oder Harnsand meist multiple noch mit bloßem Auge sichtbare Harnkonkremente.
2024 wurde in Afghanistan bei einem 21-jährigen Mann ein linksseitiger Harnleiterstein mit einer Größe von 4 cm × 9 cm operativ entfernt.

## Klinisches Bild
Harnsteine bleiben häufig lange Zeit unbemerkt und werden erst auffällig, wenn sie sich (meist unter extrem starken, krampfartigen Schmerzen (Kolik)) im Nierenbecken oder im Harnleiter verklemmen.
Für die Diagnostik und Kontrolle ist die Ultraschalluntersuchung die erste Wahl, sowohl in Notfall- als auch in Routinesituationen. Konventionelles Röntgen kann bei schattengebenden Konkrementen angewendet werden, z. B. bei Steinen aus Calciumsalzen.

## Behandlung
Patienten mit Kolik sollten umgehend eine Schmerztherapie erhalten. Steine mit kleinem Durchmesser gehen oft von selbst ab (Spontanabgang). Falls nicht, müssen die Steine entweder operativ (früher durch den Steinschnitt beziehungsweise Blasensteinschnitt und Lithotripsie, heute z. B. mittels einer Ureterorenoskopie oder aber mit Ureterolithotomie und einer Steinfasszange) entfernt oder durch Stoßwellen-Zertrümmerung (extrakorporale Stoßwellenlithotripsie, ESWL) so zerkleinert werden, dass sie selbständig abgehen.
Welche Therapieoption zum Einsatz kommt, hängt unter anderem von der Lage und der Steingröße ab: Bei Nierensteinen beispielsweise werden ESWL und die ureterorenoskopische Entfernung vornehmlich bei Steindurchmessern von unter zwei Zentimetern angewendet, größere Steine werden im Zuge einer perkutanen Nephrolithotomie (PCNL) zerkleinert. Außerdem spielt auch die Zusammensetzung des Steins eine Rolle: Die Deutsche Gesellschaft für Urologie empfiehlt in der aktuellen Urolithiasis-Leitlinie bei harten Konkrementen wie Brushit, Kalzium‐Oxalat‐Monohydrat oder Cystin eine operative Steinsanierung anstatt der Zertrümmerung über ESWL.
Das alleinige Trinken großer Mengen zur Austreibung der Steine ohne zusätzliche medikamentöse Behandlung ist nicht erfolgversprechend. Der Spontanabgang kleiner Harnleitersteine kann durch Medikamente wie Alphablocker (z. B. Tamsulosin) oder Nifedipin erleichtert werden. Allerdings handelt es sich hierbei um einen Off-Label-Use. Das chirurgische Entfernen von Blasensteinen, früh belegt etwa bei Aulus Cornelius Celsus, war bis ins 19. Jahrhundert ein eigenständiger Beruf, der des Lithotomus.

## Vorbeugung
Als Vorbeugung gegen neuerlich auftretende Beschwerden (Metaphylaxe, Rezidivprophylaxe, Tertiärprävention) wird das Trinken genügend großer Flüssigkeitsmengen (mindestens 2,5 Liter pH-neutraler Getränke über 24 Stunden verteilt) empfohlen. „Wichtigste Maßnahme zur Steinverhütung ist die Harnverdünnung mit einer Harnausscheidung von mindestens 1500 ml in 24 Stunden. Die notwendigen Trinkmengen sollten über den Tag verteilt werden, um Kreislaufbelastungen zu vermeiden. Letzte Flüssigkeitsaufnahme vor dem Schlafengehen.“
Früher gab es andere Vorstellungen von der üblichen Trinkmenge: „Ein erwachsener, gutgenährter, nicht mehr als nöthig trinkender Mann entleert täglich 2–3 Liter.“ Das schrieb der Brockhaus noch 1866 ohne Bezugnahme auf Harnsteine.
Zusätzlich kann eine abwechslungsreiche, ausgewogene Ernährung mit einem hohen Ballaststoffanteil sowie die kontrollierte Aufnahme bestimmter Lebensmittel das Rezidivrisiko verringern, z. B. maximal 5 g Kochsalz pro Tag, 1 bis 1,2 g Calcium pro Tag und 0,8 bis 1 g tierische Proteine pro kg Körpergewicht pro Tag.
Bei Patienten mit Cystinurie empfiehlt sich vorbeugend eine Alkalisierungstherapie, wodurch die Löslichkeit des Cystins im Urin erhöht wird. Außerdem stehen Komplexbildner zur Verfügung, mit welchen die Cystinkonzentration im Urin gesenkt werden kann: Tiopronin überführt Cystin in Cystein und einen gut löslichen Cystein-Tiopronin-Komplex. In Studien wurde die Steinrate somit um 60 % und die Anzahl notwendiger Steinoperationen um 72 % gesenkt.

## Harnsteine bei Haushunden

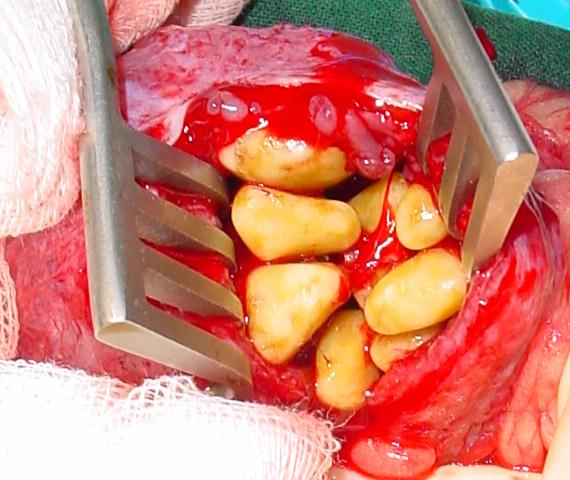
Blasensteine beim Hund, OP-Situs
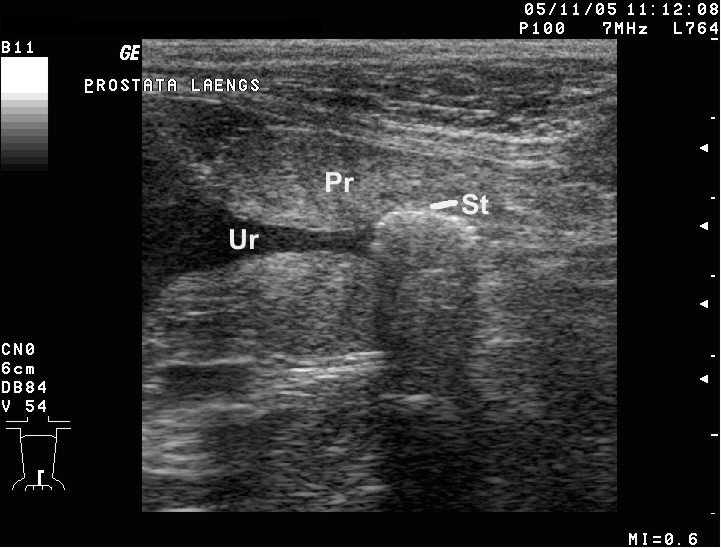
Ultraschallbild eines Harnsteins im Prostatateil der Harnröhre beim Hund. (Ur=Urethra (Harnröhre), Pr=Prostata, St=Harnstein)
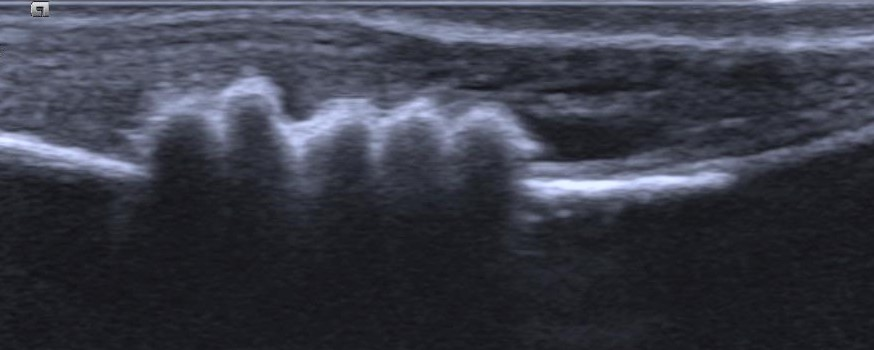
5 Harnsteine liegen in der Mitte des Penisknochens eines Hundes (hyperechogene Linie) und führen zu einem Verschluss der Harnröhre, die rechts als echofreies Areal angedeutet ist

Bei Haushunden dominieren Struvitsteine, sie machen etwa 50 % aller Harnsteine aus, wobei ihr Anteil durch diätetische Maßnahmen in den letzten 20 Jahren leicht gesunken ist. Seit Anfang der 1980er Jahre steigt der Anteil an Calciumoxalat-Steinen kontinuierlich an, ihr Anteil liegt in aktuellen Studien bei etwa 30 %. Ammoniumurat-Steine machen etwa 10 % aus, sie kommen aufgrund eines genetischen Defekts gehäuft bei Dalmatinern vor. Cystin-Steine haben einen Anteil von etwa 5 %. Zur Behandlung von Struvitsteinen können häufig ansäuernde und damit steinauflösende Diäten eingesetzt werden. In einer Studie konnten bei 58 % der Hunde Struvitsteine diätetisch aufgelöst werden, eine gleichzeitige Antibiotikabehandlung machte die Auflösung wahrscheinlicher.
Größere Steine werden in der Tiermedizin vor allem chirurgisch mit Eröffnung der Bauchdecke und Harnblase entfernt. Die Laserlithotripsie erfordert einen hohen apparativen und sicherheitstechnischen Aufwand und ist daher nur in wenigen Tierkliniken verfügbar. Auch die Pneumolithotripsie unter endoskopischer Kontrolle kann in Erwägung gezogen werden.

## Belege
1. ↑  Winfried Vahlensieck (Hrsg.): Urolithiasis. Band 1 von P. Alken, Karl-Horst Bichler, Walter Brendel, Christian Chaussy, E. Hahn, Egbert Schmiedt, Jürgen Sökeland, A. Wolters (Konservative, instrumentelle und operative Harnsteinentfernung), Springer-Verlag, Berlin / Heidelberg / New York 1979, S. 70 f.
2. ↑  Immanuel Munk: Concrementbildungen. In: Albert Eulenburg (Hrsg.): Real-Encyclopädie der gesammten Heilkunde. Urban & Schwarzenberg, 2. Auflage, Wien / Leipzig 1885, Zitat S. 425.
3. ↑  Günter Thiele, Heinz Walter (Hrsg.): Reallexikon der Medizin und ihrer Grenzgebiete. Verlag Urban & Schwarzenberg, Loseblattsammlung, München / Berlin / Wien 1969, 3. Ordner (F–Hyperlysinämie), ISBN 3-541-84000-5, S. H 77.
4. ↑  Nicola di Girolamo, P. Selleri: Removal of a urethrolith via ovariohysterovaginectomy after endoscopic retropulsion in a rabbit with uterine adenocarcinoma. In: Journal of Small Animal Practice. 56. Jahrgang, Nummer 2 vom 23. Januar 2015, S. 142. DOI:10.1111/JSAP.12322.
5. ↑  Gerd Herold: Innere Medizin 2022. Selbstverlag, Köln 2021, ISBN 978-3-9821166-1-7, S. 657. Identisch auch in Innere Medizin 2023, Selbstverlag, Köln 2022, ISBN 978-3-9821166-2-4 auf derselben Seite.
6. ↑  Maxim Zetkin, Herbert Schaldach: Lexikon der Medizin, 16. Auflage, Ullstein Medical, Wiesbaden 1999, ISBN 978-3-86126-126-1, S. 2094.
7. ↑  Heinz Walter, Günter Thiele (Hrsg.): Reallexikon der Medizin und ihrer Grenzgebiete. Loseblattsammlung, Band 6 (S–Zz), Verlag Urban & Schwarzenberg, München / Berlin / Wien 1974, ISBN 3-541-84006-4, S. U 37.
8. ↑  Erich Matouschek: Über die (aseptische) Harnstauungsniere. In: Handbuch der inneren Medizin, 5. Auflage, 8. Band, 3. Teil, Springer-Verlag, Berlin / Heidelberg / New York 1968, ISBN 3-540-04152-4, S. 425.
9. ↑  Hermann Senator: Die Erkrankungen der Nieren. 2. umgearbeitete Auflage, Verlag Alfred Hölder, Wien 1902, in: Hermann Nothnagel (Hrsg.): Spezielle Pathologie und Therapie. Band XIX, 1. Hälfte. Wien 1906, Nachdruck, S. 463 f.
10. 1 2 3 4 5 6 7  S2k-Leitlinie zur Diagnostik, Therapie und Metaphylaxe der Urolithiasis. Arbeitskreis Harnsteine der Akademie der Deutschen Urologen, Deutsche Gesellschaft für Urologie e. V, 1. Mai 2019, ehemals im Original (nicht mehr online verfügbar); abgerufen am 30. März 2022. (Seite nicht mehr abrufbar. Suche in Webarchiven)
11. ↑  Christian Fisang, Ralf Anding, Stefan C. Müller, Stefan Latz, Norbert Laube: Urolithiasis. In: Deutsches Ärzteblatt international. 6. Februar 2015, ISSN 1866-0452, doi:10.3238/arztebl.2015.0083, PMID 25721435, PMC 4349965 (freier Volltext) – (aerzteblatt.de [abgerufen am 30. März 2022]).
12. ↑  Hermann Senator: Die Erkrankungen der Nieren. 2. umgearbeitete Auflage, Verlag Alfred Hölder, Wien 1902, in: Hermann Nothnagel (Hrsg.): Spezielle Pathologie und Therapie. Band XIX, 1. Hälfte. Wien 1906, Nachdruck, S. 471.
13. ↑  Immanuel Munk: Concrementbildungen. In: Albert Eulenburg (Hrsg.): Real-Encyclopädie der gesammten Heilkunde. Urban & Schwarzenberg, 2. Auflage, Wien / Leipzig 1885, Zitat S. 421.
14. ↑  Willibald Pschyrembel: Klinisches Wörterbuch. 269. Auflage, Verlag Walter de Gruyter, Berlin / Boston 2023, ISBN 978-3-11-078334-6, S. 688.
15. ↑  Allgemeine deutsche Real-Encyklopädie für die gebildeten Stände – Conversations-Lexikon, Verlag F. A. Brockhaus, 11. Auflage, 14. Band, Leipzig 1868, S. 93.
16. ↑  Ludwig August Kraus: Kritisch-etymologisches medicinisches Lexikon, 3. Auflage, Verlag der Deuerlich- und Dieterichschen Buchhandlung, Göttingen 1844, S. 122. archive.org; archive.org.
17. ↑  Günter Thiele, Heinz Walter (Hrsg.): Reallexikon der Medizin und ihrer Grenzgebiete. Verlag Urban & Schwarzenberg, Loseblattsammlung, München / Berlin / Wien 1969, 3. Ordner (F–Hyperl), ISBN 3-541-84000-5, S. H 73.
18. ↑  Mohammad Jawed Jawad, Abdul Azim Amiri, Abdul Tawab Saljuqi: A Giant Ureteral Stone in a Young Adult: A Case Report. In: Urology Case Reports. 1. Dezember 2024, 102915, ISSN 2214-4420, DOI:10.1016/j.eucr.2024.102915.
19. ↑  Heinz Walter, Günter Thiele (Hrsg.): Reallexikon der Medizin und ihrer Grenzgebiete. Loseblattsammlung, Band 6 (S–Zz), Verlag Urban & Schwarzenberg, München / Berlin / Wien 1974, ISBN 3-541-84006-4, S. U 34.
20. ↑  Jürgen Sökeland: Urologie. 10. Auflage. Georg Thieme Verlag, Stuttgart / New York 1987, ISBN 3-13-300610-X, S. 312.
21. ↑  Allgemeine deutsche Real-Encyklopädie für die gebildeten Stände – Conversations-Lexikon. 11. Auflage. 7. Band. F. A. Brockhaus-Verlag, Leipzig 1866, S. 675.
22. ↑  EAU Guidelines on Urolithiasis. European Association of Urology, 1. März 2022, abgerufen am 30. März 2022 (englisch).
23. ↑  Å. Lindell, T. Denneberg, E. Hellgren, J.-O. Jeppsson, H.-G. Tiselius: Clinical course and cystine stone formation during tiopronin treatment. In: Urological Research. Band 23, Nr. 2, Mai 1995, ISSN 0300-5623, S. 111–117, doi:10.1007/BF00307941 (springer.com [abgerufen am 30. März 2022]).
24. ↑  Harnsteine (Urolithen) bei Hunden. Abgerufen am 22. Mai 2022.
25. ↑  Harnsteinzusammensetzung bei Hunden im Wandel 1979–2007. (Memento vom 22. Mai 2014 im Internet Archive). Im Original publiziert von A. Hesse in: Animal Stone Letter. 1/2009. Harnsteinanalysezentrum Bonn.
26. ↑  A. M. Wingert et al.: Efficacy of medical dissolution for suspected struvite cystoliths in dogs. In: Journal of veterinary internal medicine. Band 35, Nummer 5, September 2021, S. 2287–2295, doi:10.1111/jvim.16252, PMID 34469023, PMC 8478031 (freier Volltext).
27. ↑  Peter Pantke, Klaus Flaig: Intrakorporale Fragmentierung von Urolithen mit einem pneumatischen Lithotripter (StoneBreaker). In: Kleintierpraxis Band 62, 2017, Heft 1, S. 4–14.